# Мринский, Александр Александрович
Александр Александрович Мринский (бел. Аляксандр Аляксандравіч Мрынскі; род. 9 августа 1990, Хвойники, Минская область) — белорусский футболист, выступавший на позиции нападающего.

## Клубная карьера
Выступал за минский «РГУОР», молодежную команду и дубль минского «Динамо», играл в аренде в «Берёзе-2010». Летом 2011 перешёл в бобруйскую «Белшину», где в основном выходил на замены. В марте 2013 стал игроком «Витебска», но в августе 2013 покинул клуб.
С лета 2014 года выступал за клуб словацкой Второй лиги «Локомотив». В апреле 2015 года вернулся в Беларусь, пополнив состав второлиговой «Белиты-Витэкс» (позднее клуб сменил название на «Узда»). В сезоне 2015 забил за «Узду» 21 гол и помог клубу выйти в Первую лигу.
В феврале 2016 года подписал контракт с пинской «Волной». Помог пинскому клубу победить во Второй лиге, а сам с 15 голами стал лучшим бомбардиром команды. В сезоне 2017 играл за «Волну» в Первой лиге, а в сезоне 2018 вернулся в «Узду».
В августе 2019 года стал игроком футбольного клуба «Осиповичи», где до конца сезона 2019 сыграл в трёх матчах, после чего покинул команду.
В начале 2021 года присоединился к червеньскому «Колосу» во Второй лиге.

### Статистика
| Сезон    | Дивизион | Клуб            | Страна                    | Матчи | Голы |
| -------- | -------- | --------------- | ------------------------- | ----- | ---- |
| 2005     | дубль    | Динамо (Минск)  | Флаг Беларуси (1995—2012) | 2     | 0    |
| 2006     | дубль    | Динамо (Минск)  | Флаг Беларуси (1995—2012) | 12    | 0    |
| 2007     | Д1       | Динамо (Минск)  | Флаг Беларуси (1995—2012) | 3     | 0    |
| 2008     | Д1       | Динамо (Минск)  | Флаг Беларуси (1995—2012) | 1     | 0    |
| 2009     | дубль    | Динамо (Минск)  | Флаг Беларуси (1995—2012) | 15    | 0    |
| 2010     | Д3       | Берёза-2010     | Флаг Беларуси (1995—2012) | 4     | 0    |
| 2011 (2) | Д1       | Белшина         | Флаг Беларуси (1995—2012) | 5     | 0    |
| 2012     | Д1       | Белшина         | Флаг Беларуси             | 5     | 1    |
| 2013 (1) | Д2       | Витебск         | Флаг Беларуси             | 9     | 1    |
| 2015     | Д3       | Узда            | Флаг Беларуси             | 20    | 21   |
| 2016     | Д3       | Волна           | Флаг Беларуси             | 16    | 15   |
| 2017     | Д2       | Волна           | Флаг Беларуси             | 21    | 5    |
| 2018     | Д3       | Узда            | Флаг Беларуси             | 22    | 22   |
| 2019 (1) | Д3       | Узда            | Флаг Беларуси             | 10    | 4    |
| 2019 (2) | Д3       | Осиповичи       | Флаг Беларуси             | 3     | 0    |
| 2021     | Д3       | Колос (Червень) | Флаг Беларуси             | 2     | 9    |

## Достижения
- Вице-чемпион Беларуси: 2008
- Чемпион Второй лиги Беларуси: 2016